# Jim Lovell
James Arthur Lovell, Jr. (25. března 1928 Cleveland, Ohio – 7. srpna 2025 Lake Forest, Illinois) byl americký vojenský pilot a astronaut NASA, po matce českého původu. Byl velitelem poškozeného Apolla 13, které dokázal bezpečně dostat zpátky na Zemi.

## Život

### Mládí a výcvik
Jeho otec zemřel, když bylo Jamesovi 12 let. Onen chybějící mužský vzor našel prý u skautingu, který jako mladý pravidelně navštěvoval.
Vystudoval University of Wisconsin-Madison a v roce 1952 námořní vojenskou akademii (United States Naval Academy) a sloužil jako pilot na řadě námořních i leteckých základen. Dne 17. září 1962 byl vybrán do druhé skupiny amerických astronautů.

### Lety do vesmíru
Všechny kosmické lodi, ve kterých letěl, startovaly z mysu Canaveral na Floridě a jejich kabiny s astronauty nakonec přistály s pomocí padáků na hladině oceánu. Poprvé letěl na Gemini 7 v zimě 1965 společně s Frankem Bormanem a byl to let v té době rekordní, trval 14 dní. Současně s nimi byla na oběžné dráze Gemini 6A.
Za necelý rok letěl na oběžnou dráhu podruhé v Gemini 12 společně s astronautem Buzzem Aldrinem. Během letu se spojili s raketou Atlas – Agena.
Potřetí do vesmíru letěl v kosmické lodi Apollo 8 v prosinci 1968. Spolu s ním byli astronauti Frank Borman a William Anders. Byl to první pilotovaný let k Měsíci, s deseti jeho oblety a návratem na hladinu Tichého oceánu.
Počtvrté a naposled letěl jako velitel lodě Apollo 13. Na palubě s ním byli Fred Haise a John Swigert. Měl vystoupit na povrch Měsíce, byl však rád, že přežil. Kvůli explozi nádrže se stlačeným kyslíkem 14. dubna 1970 a následným poruchám se expedice předčasně vrátila po šesti dnech na Zemi.
Mimořádně populární je Lovellovo hlášení „Houstone, máme problém“ (Houston, we have a problem), které ve filmu  o letu Apolla 13 z roku 1995 pronesla jeho postava. Fakticky řekl „Houstone, měli jsme problém“ (Houston, we've had a problem), když na žádost řídícího střediska opakoval slova, kterými Swigert chvilku předtím ohlásil nehodu. Větu filmaři změnili kvůli větší dramatičnosti a očekávanosti diváky.
Během svých čtyř letů strávil ve vesmíru bezmála 30 dní. V letech 1966–1973 byl světovým rekordmanem v počtu dní strávených ve vesmíru.
- Gemini 7 (4. prosince 1965 – 18. prosince 1965)
- Gemini 12 (11. listopadu 1966 – 15. listopadu 1966)
- Apollo 8 (21. prosince 1968 – 27. prosince 1968)
- Apollo 13 (11. dubna 1970 – 17. dubna 1970)

### Po letech
V květnu roku 1971 se stal Lovell ředitelem technických aplikací v Johnsonově kosmickém středisku. V březnu 1973 z NASA i armády odešel a stal se prezidentem firmy The Bay-Houston Towing Company. O pět let ve stejné funkci změnil firmu, byl u Fish Telephone Systems v Houstonu (Texas). V roce 1993 byl prezidentem své firmy Lovell Communications v Lake Forest. O svém čtvrtém dramatickém letu napsal s Jeffreym Klugerem knihu Lost Moon (Ztracený Měsíc) o Apollu 13. Velké množství lidí let zná zejména z filmu Rona Howarda Apollo 13, kde jej ztvárnil Tom Hanks. Ve filmu se v cameo roli objevil i sám Lovell (kapitán lodi, která vyzvedne přistávací modul).
V roce 1998 byl v Ohiu zapsán do National Aviation Hall of Fame (Národní letecká síň slávy).
Jim Lovell byl ženatý a měl čtyři děti.
Zemřel 7. srpna 2025 v Lake Forest v Illinois ve věku 97 let.

## Český původ
Jim Lovell patří mezi kosmonauty českého původu. Jeho matka Blanka byla dcerou Jana a Anny Maškových, kteří v 80. letech 19. století emigrovali do Spojených států amerických. Anna Mašková, rozená Tumpachová, byla dcerou truhláře z Dolní Lukavice, Jan Mašek synem šafáře Jiřího Maška z Horní Lukavice. Koncem 60. let navázal Jim Lovell písemný kontakt se svými příbuznými v Čechách, rodinou Šteflů.  Při letu Apollo 13 jako připomínku svého českého původu s sebou vezl československou vlajku. V roce 1997 Dolní Lukavici navštívil. Opět do Dolní Lukavice přijel roku 2000 společně s jediným českým kosmonautem Vladimírem Remkem. Obdržel zde čestné občanství a vrtulníkem se vrátil do Prahy k dalšímu oficiálnímu programu; mimo jiné ho v Remkově doprovodu přijal prezident Václav Havel.